# Jorge Newbery
Jorge Alejandro Newbery (Buenos Aires, 27 de mayo de 1875-Mendoza, 1 de marzo de 1914) fue un aviador, deportista, funcionario, ingeniero y hombre de ciencia argentino, que se destacó notablemente en todas esas actividades. 
Es recordado especialmente por ser el artífice y fundador de la Aeronáutica Militar Argentina.

## Circunstancias históricas
La vida pública de Jorge Newbery se desarrolló entre la última década del siglo XIX y la primera década y media del siglo XX, en un momento muy especial de la Argentina, caracterizado por una enorme inmigración mayoritariamente europea que multiplicó por cinco la importancia demográfica del país en el mundo, y la expansión de un modelo agroexportador que llevó el PBI per cápita de 334 dólares en 1875 a 1151 dólares en 1913.
El punto culminante de esta etapa histórica fue el Año del Centenario de la Revolución de Mayo, en 1910.
Como era habitual en esa época, en el país se había consolidado una oligarquía ilustrada, controlada completamente por el Partido Autonomista Nacional (PAN) dirigido por el general Julio A. Roca. Asimismo, una nueva clase media había emergido con la Revolución de 1890 y fundado la Unión Cívica Radical, que había adoptado una estrategia insurreccional. La clase obrera mostraba una organización creciente en sindicatos y dos centrales nacionales, con el predominio de las ideologías anarquista, sindicalista revolucionaria y socialista, que comenzaría a ser duramente perseguida a partir de 1902.
En 1912 se sancionó la Ley Sáenz Peña que estableció el voto secreto y universal para varones, que abriría el camino al triunfo en 1916 del Dr. Hipólito Yrigoyen, de la Unión Cívica Radical. 
En 1914, el mismo año en que moría Newbery, empezó la Primera Guerra Mundial que marcaría el principio del fin del modelo agroexportador argentino.
Los años de Newbery son años de una fe inconmovible en las posibilidades de Argentina cuando Rubén Darío escribía en su famoso Canto...: «¡Argentina tu día ha llegado!». Son los años en que aparecía el tango, cuando Nizhinski bailó en el Teatro Colón, cuando Buenos Aires inauguraba «el subte», cuando Guillermo Marconi llegaba ese país para realizar la primera comunicación radiotelefónica con Irlanda y Canadá, cuando los estancieros argentinos «tiraban manteca al techo» en París, y que comenzaban a aparecer los ídolos populares provenientes del deporte y del arte. Buenos Aires había dejado de ser la «Gran Aldea» para convertirse en la «París de Sudamérica». Pocos personajes expresaron como Jorge Newbery ese momento de Argentina.

## Biografía
Fue el segundo de doce hijos del odontólogo estadounidense Ralph Newbery (hombre aventurero y buscador de minerales en la Patagonia, murió en 1906 buscando oro en Tierra del Fuego) y de la argentina Dolores Malargie, nació el 27 de mayo de 1875, en el domicilio familiar situado en el N° 251 de la calle Florida, en Buenos Aires. A la edad de ocho años visitó, con Stanton, amigo de su padre, a sus abuelos que vivían en Nueva York, Estados Unidos. Más tarde, de nuevo en Argentina, realizó sus primeros estudios en la escuela escocesa San Andrés de Olivos, y en 1890, a los dieciséis años, se graduó de bachiller en el Colegio Nacional.

### El ingeniero electricista
Viajó a Estados Unidos para realizar sus estudios de ingeniería en la Universidad Cornell. En 1893 continuó en la Universidad Drexel de Filadelfia, donde fue alumno de Thomas Alva Edison, y en 1895 obtuvo el título de ingeniero electricista. Al regresar a su país empezó a trabajar como jefe de la Compañía Luz y Tracción del Río de la Plata, cargo que desempeñó en la capital de la provincia de Buenos Aires, La Plata.
En 1897 ingresa en la Armada Argentina —en tiempos del conflicto de límites con Chile— como ingeniero electricista, llegando a ser capitán de fragata. Además, desempeñó funciones de profesor de natación en la Escuela Naval y en 1899 la Armada lo envió a Londres para la adquisición de material eléctrico destinado a unidades de batalla y a la defensa de las costas.
Su carrera en la Armada duró hasta que en 1900 fue nombrado director general de Instalaciones Eléctricas, Mecánicas y Alumbrado de la Municipalidad de la Ciudad de Buenos Aires, función pública que desempeñaría hasta su muerte. Durante su gestión se embelleció e iluminó la Avenida de Mayo con motivo de los festejos del Centenario.

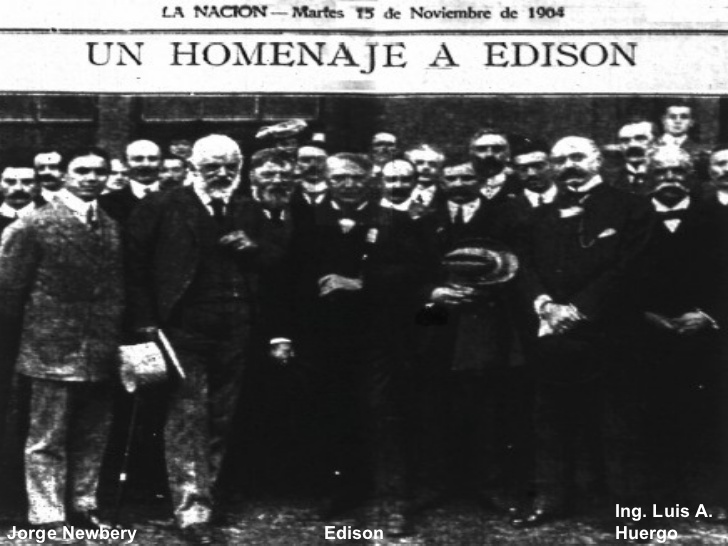
J. A. Newbery con T. A. Edison en el Congreso Internacional de Electricidad de Saint Louis

En 1904 ocupó la cátedra de Electrotecnia en la Escuela Industrial de la Nación (posteriormente Escuela Técnica Otto Krause), que había sido creada y dirigida por el ingeniero Otto Krause en 1893. Ese mismo año volvió a viajar a los Estados Unidos para asistir al primer Congreso Internacional de Electricidad, realizado en la ciudad de Saint Louis, donde fue vicepresidente de la sección "Transmisión de Fuerza y Luz" y en el que presentó un trabajo de ochenta páginas titulado Consideraciones generales sobre la municipalización de los servicios de alumbrado, que sería incluido en los Anales de la Sociedad Científica Argentina.
En 1906, Newbery participó nuevamente de este congreso, esta vez en Londres, donde se constituye la Comisión Electrotécnica Internacional (IEC) con sede en dicha ciudad.
En 1913, Newbery participó de la IEC en Berlín, Alemania, y a su regreso fue nombrado presidente de la Comisión Electrotécnica Honoraria de Argentina. El 18 de octubre de ese mismo año, junto a un grupo de veinticinco especialistas, cofundó el Comité Electrotécnico Argentino, representante nacional de la IEC. Ese mismo día y ese mismo grupo, fundó la Asociación Electrotécnica Argentina (AEA).

### El dominio del aire: globos y aviones

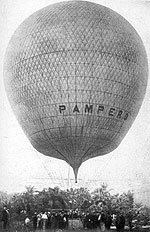
El Pampero, inicio de la aeronáutica argentina.

Junto al paraguayo Silvio Pettirossi, al peruano Jorge Chávez y al mexicano Alberto Braniff; Newbery fue uno de los primeros aviadores iberoamericanos. 

#### La aerostación; los globos
Jorge Newbery inició su pasión por dominar el aire cuando conoció al aeronauta brasileño Alberto Santos Dumont (1873-1932). El 25 de diciembre de 1907 Jorge Newbery y Aarón Anchorena cruzaron el Río de la Plata en el globo El Pampero para aterrizar en Conchillas, Uruguay. Aunque en Argentina ya existían algunos pocos antecedentes de ascensiones en globo, el cruce del Río de la Plata se convirtió en un acontecimiento popular. El Pampero salía de la Sociedad Sportiva Argentina, ubicada en Palermo donde hoy se encuentra el Campo Argentino de Polo.
Pocos días después, el 13 de enero de 1908, fue creado el Aero Club Argentino, presidido por Aarón de Anchorena, con Jorge Newbery como vicepresidente segundo, y presidente desde 1909 hasta su muerte en 1914. El ACA estaba ubicado en la quinta Villa Ombués de Ernesto Tornquist (solar ocupado hoy día por la embajada de la República Federal de Alemania), en el barrio de San Benito, próximo a las Barrancas de Belgrano de la ciudad de Buenos Aires. El 17 de octubre su hermano Eduardo Newbery, en compañía del Sgto°1 Romero, se perdieron con El Pampero y sus cuerpos nunca fueron encontrados. Ese viaje en realidad sería realizado por tres, ya que un adolescente llamado Juan Ariza, tenía previsto acompañarlos, pero debido a un retardo, no pudo ser de la partida. Paradójicamente, ese retraso salvó su vida. El 9 de abril de 1909 escribió el primer artículo periodístico sobre aviación en Argentina, titulado «Aeronáutica» y publicado en el diario La Nación.
A pesar de la tragedia y de una opinión pública que comenzó a considerar el vuelo en globo como excesivamente peligroso, Newbery preparó un nuevo globo, El Patriota, y revitalizó la aerostación con la colaboración del diputado socialista Alfredo Palacios. Su persistencia en volar será la causa directa de su divorcio ese mismo año. Poco después se sumaría otro globo, el Huracán. Con este último, el 28 de diciembre de 1909 Newbery batió el récord sudamericano de duración y distancia al recorrer 550 kilómetros en 13 horas, uniendo Argentina, Uruguay y Brasil, y colocándose en el cuarto lugar mundial de tiempo de suspensión y en sexto lugar en recorrido. Este globo "el Huracán" dio el nombre a uno de los clubes populares de fútbol de Buenos Aires, el Club Atlético Huracán, fundado el 1 de noviembre de 1908 y apodado El Globo", del cual Newbery fue presidente honorario. El 5 de noviembre de 1912 batió el récord sudamericano de altura al alcanzar los 5100 metros en el globo Buenos Aires.
Newbery totalizaría 40 ascensiones en globo en tres años. Por ese tiempo actuaban también otros aeronautas argentinos como Eduardo Bradley, el teniente Ángel María Zuloaga, Aníbal Brihuega, Pedro L. Zanni. Poco después, en homenaje a su hermano, mandó construir otro globo, el Eduardo Newbery, de 2200 metros cúbicos, el más grande que se haya elevado en Argentina. En 1916, Bradley y Zuloaga cruzaron por primera vez la Cordillera de los Andes en este globo.

#### La aviación

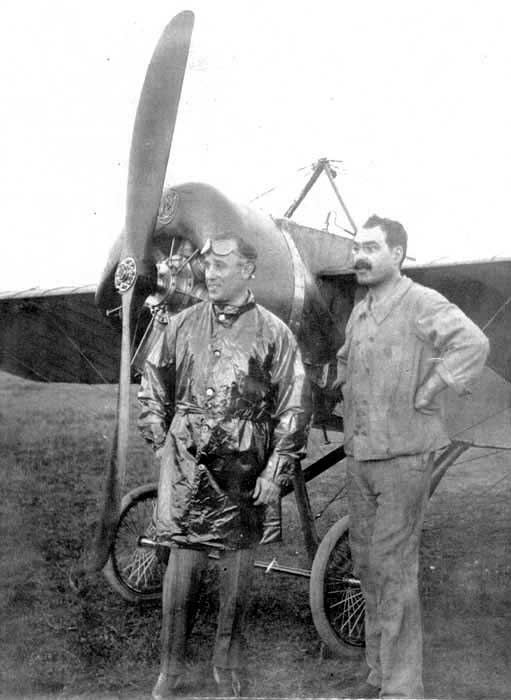
Jorge Newbery frente a su avión.

En 1910 Newbery obtuvo su licencia de piloto (brevet), pero continuó realizando ascensiones en globo hasta 1912. A partir de ese año se dedicó exclusivamente a la aviación. Como directo resultado del ofrecimiento de Newbery y el Aero Club Argentino de poner su parque gratuitamente a disposición del Ministerio de Guerra, el día 10 de agosto de 1912 el Presidente Roque Sáenz Peña creó la Escuela Militar de Aviación, la primera fuerza aérea militar de América Latina. El civil Jorge Newbery y los tenientes coroneles Enrique Mosconi  y M. J. López fueron los primeros directores de la Escuela Militar de Aviación, instalada en el Palomar de Caseros.
Ante la falta de fondos públicos para comprar aviones el Aero Club Argentino organizó una colecta popular con la que se adquirió la primera flotilla. El 25 de mayo de 1913 esa flotilla desfiló por primera vez: cuatro monoplanos piloteados por dos civiles, Newbery y Macías, y dos militares, Goubat y Agneta. Unos meses después el Ejército nombró a los dos primeros como pilotos militares con derecho al emblema. En el duelo entre monoplanos o biplanos Newbery era partidario de los primeros.
El 24 de noviembre de 1912 Newbery cruzó el Río de la Plata en el monoplano Centenario, un Bleirot Gnome de 50 HP. Fue el primero en cruzar el río y volver en el mismo día. Influenciado por Newbery, el joven Teodoro Fels, que se encontraba cumpliendo el servicio militar, tomó uno de los aviones de la Escuela Militar de Aviación sin permiso y llegó a Montevideo batiendo el récord mundial de vuelo sobre agua. A su regreso, el presidente Roque Sáenz Peña le impuso arresto por su desobediencia y a la vez lo ascendió a cabo por la hazaña.
El 10 de febrero de 1914 Newbery, en un monoplano Morane-Saulnier, superó el récord mundial de altura alcanzando 6225 metros. La marca no fue homologada por la comisión internacional porque la reglamentación establecía entonces que era necesario superar el récord anterior por un mínimo de 150 metros, y Newbery solo la superó por 65 metros.

### La tragedia de Los Tamarindos

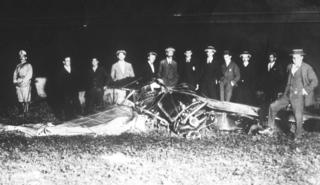
Restos del avión en el que se accidentó Jorge Newbery, 1914.

El 1 de marzo de 1914, mientras se encontraba haciendo una demostración previa a cruzar la Cordillera de los Andes en el próximo mes, murió al caer su avión en el campo de aviación Los Tamarindos, como se conocía entonces a la actual zona de El Plumerillo en el distrito de Las Heras, Mendoza, al precipitarse a tierra en un avión Morane-Saulnier que él mismo manejaba. Tenía 38 años.
Los revisionistas se inclinan por esta explicación a su muerte: Jorge Newbery había llegado a Mendoza para estudiar el primer cruce a la Cordillera en avión, el que había dejado en Buenos Aires. Ante un pedido de una dama, después de almorzar, de verlo volar, pidió el avión a su amigo Teodoro Fels, quien se lo ofreció, no sin antes indicarle un serio problema que tenía el ala del monoplano. Jorge Newbery subió a él invitando a Jiménez Lastra a que lo acompañara y comenzó a hacer cabriolas y demostraciones, y a las 18,40, en una riesgosa maniobra, el monoplano cayó violentamente. Y allí encontró la muerte, en la Estancia "Los Tamarindos" de Mendoza, el 1 de marzo de 1914. La noticia llegó esa noche de corso dominguero a Buenos Aires, provocando la angustia colectiva ante la muerte de un pionero.
Finalmente cabe destacar que puede considerarse que el barrio porteño de Villa Lugano fue la cuna de la aviación argentina, eslogan que lleva hoy la localidad bonaerense de El Palomar por el asiento de la I Brigada Aérea que fuera en su oportunidad la Escuela Militar de Aviación.

### El deportista

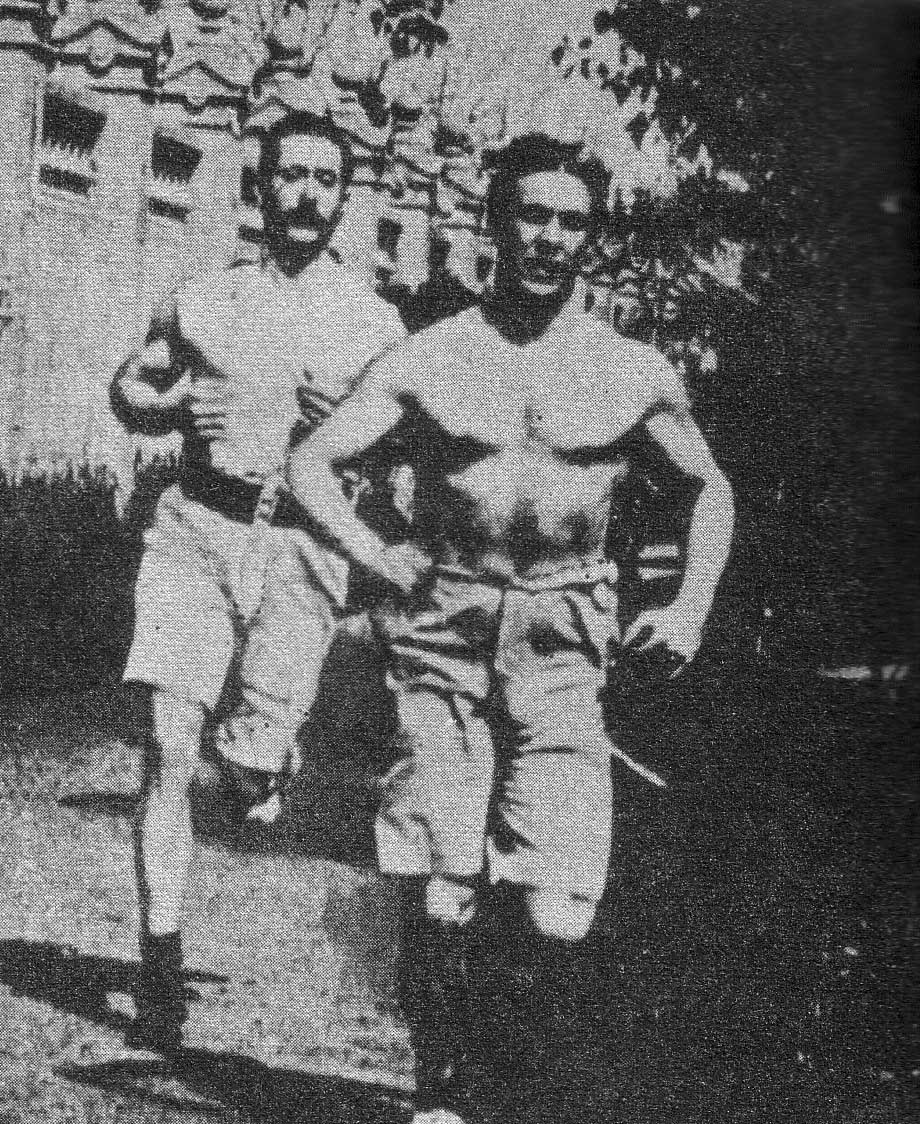
Jorge Newbery, deportista.

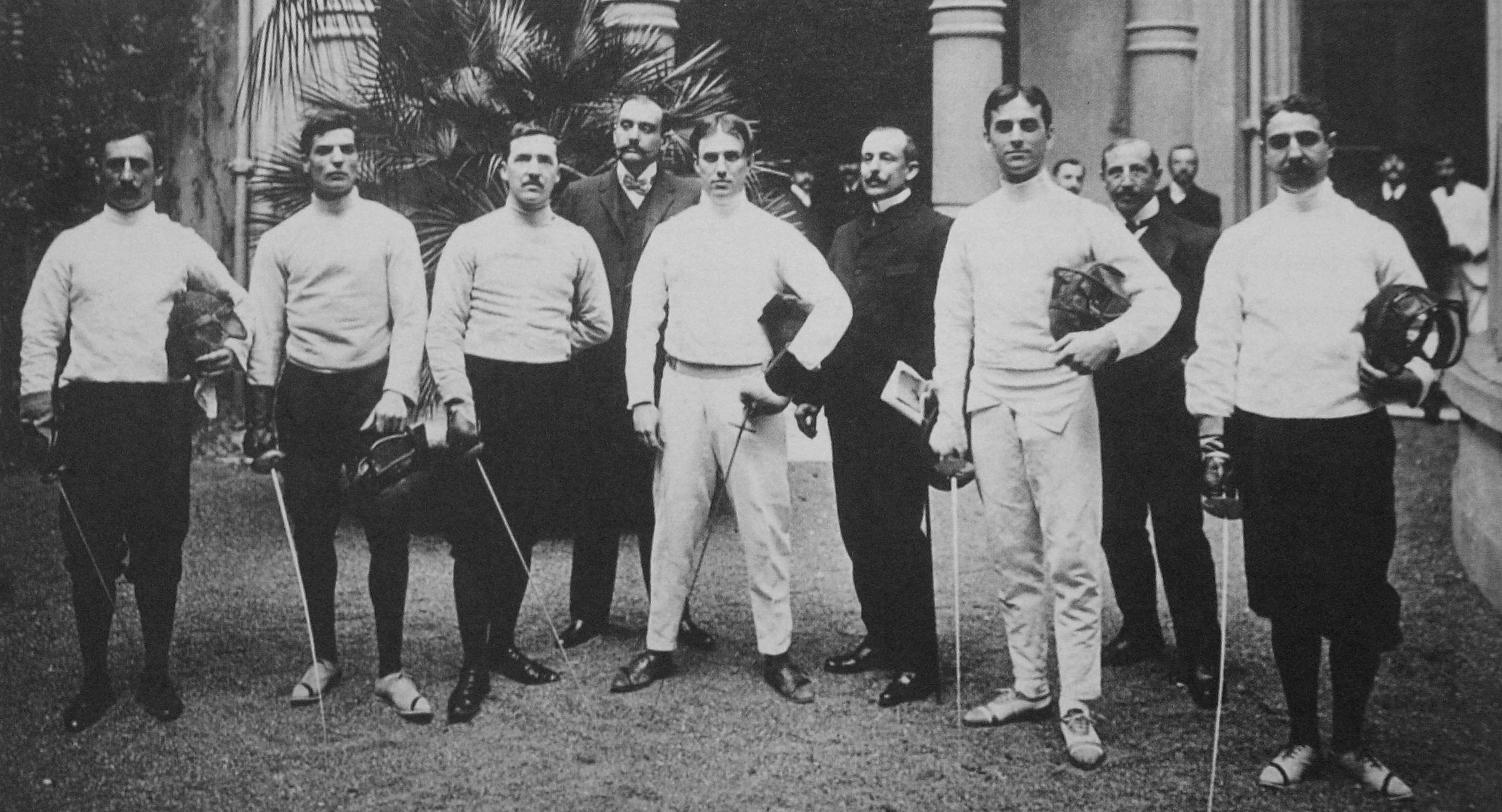
Foto de Jorge Newbery (el quinto desde la izquierda), con el futuro presidente Marcelo T. de Alvear (cuarto desde la izquierda), Eugemio Pini, director de la sala de esgrima del Jockey Club (octavo) y Julián Matínez (noveno).

Newbery se destacó también en boxeo, natación, automovilismo, esgrima, remo, entre otros deportes. 
En 1895 protagonizó una histórica pelea para determinar la superioridad del boxeo (defendido por Newbery) o del savate (defendido por Carlos Delcasse), que instaló al boxeo como deporte popular en Argentina. Obtuvo importantes títulos en boxeo en los años 1899, 1902, 1903. El 8 de julio de 1903 triunfó claramente sobre el boxeador profesional Clark.
En 1901 ganó en octubre el primer premio de florete en el torneo sudamericano organizado por el Club Gimnasia y Esgrima. En 1905 y 1906 venció en los certámenes de florete organizado por el Jockey Club de Buenos Aires. En el mismo club derrotó al campeón francés de espada, Berger.
El 16 de marzo de 1908 representando al Buenos Aires Rowing Club venció en los 1000 metros, dos remos largos, a los campeones hermanos Müller. En 1910 integró el equipo que estableció el récord de velocidad en bote de cuatro remos largos.
En 1902 obtuvo el primer premio de zambullida a mayor distancia en el Río Luján, recorriendo cien metros. Fue una de las personalidades que más impulsó en Argentina la práctica del deporte, cuando aún no existía su reconocimiento masivo.
Una vez, siendo joven, apostó a unos amigo que sería capaz de nadar bajo el agua del Río Luján, desde el Tigre Hotel hasta la isla Bulrich, pero si bien lo logró, al intentarlo se topó con obstáculos inesperados que le impidieron emerger con prontitud. Debido a esto le entró agua en las fosas nasales, debiendo luego ser operado de sinusitis. Como secuela de la operación, le quedó marcada para siempre una cicatriz en la frente casi tocando la ceja izquierda. Además, debido a sus prácticas de boxeo, su nariz se había deformado por una fractura de su tabique nasal.

### El funcionario

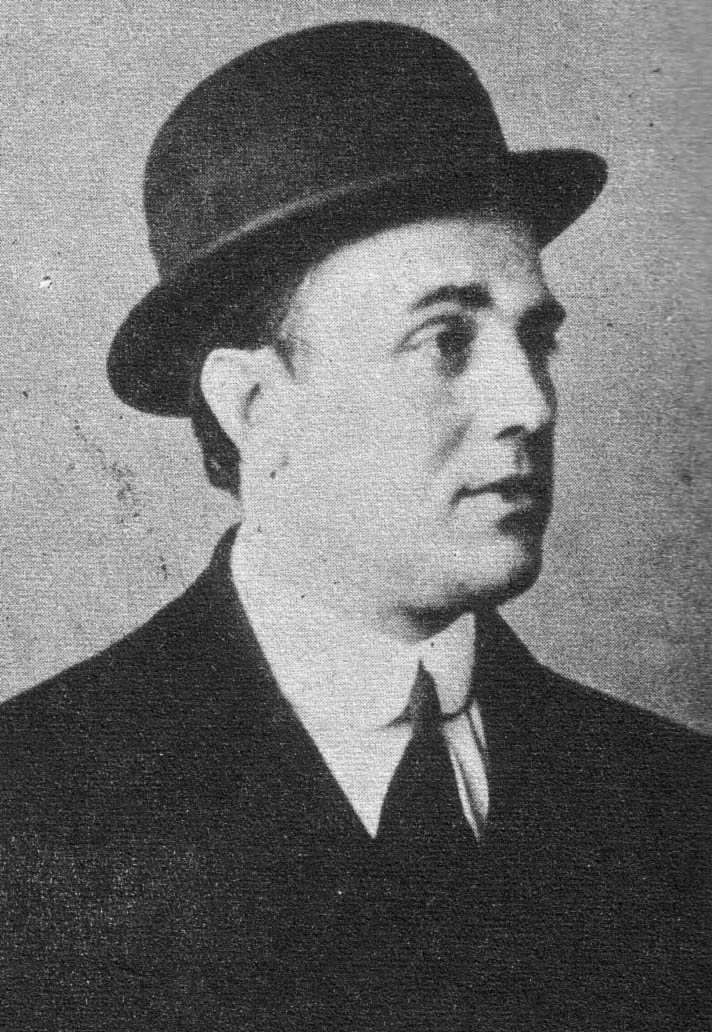
Jorge Newbery en 1909.

Jorge Newbery fue director del Servicio de Alumbrado de la Municipalidad de la Ciudad de Buenos Aires hasta el día de su muerte. Como funcionario Newbery era partidario de la municipalización del servicio de alumbrado, en contra de lo que se realizaba por entonces que consistía en la concesión del servicio a empresas privadas.
En 1903/1904 se produjo en Buenos Aires un amplio debate sobre la conveniencia del sistema público o del sistema de concesión privada. Newbery participó activamente en dicho debate y llegó a escribir un extenso informe titulado "Consideraciones generales sobre la municipalización del servicio de alumbrado", que fue publicado en los Anales de la Sociedad Científica Argentina, en los números de abril, mayo y junio de 1904.
Entre otros argumentos para fundar su posición Newbery dice allí:

La necesidad de tal intervención defensiva es una consecuencia directa de los medios de que hoy se vale el capital para obtener los mayores beneficios, pues en la actualidad estas poderosas agrupaciones han encontrado en el monopolio o en la unión una base más segura y productiva para obtener intereses mayores que aquellos que les ofrecía hasta ahora la competencia entre sí.

Newbery también se dedicó al estudio de soluciones para la locomoción y tráfico en la ciudad de Buenos Aires, en 1908, proponiendo la eliminación de los tranvías e impulsando nuevas técnicas de transporte masivo.

### El hombre de ciencia
Newbery escribía habitualmente en los Anales de la Sociedad Científica Argentina. En 1906, publicó una serie de artículos sobre la naciente industria del grafito artificial. En 1908 publicó un estudio sobre la fabricación de La lamparita eléctrica incandescente llamada zirconium y otros filamentos metálicos basándose en sus propias pruebas en laboratorio, con el fin de implementar las mismas en el país.
En 1910, en colaboración con el químico Justino Thierry, escribió un libro científico-industrial titulado El Petróleo. En el libro los autores sostienen la necesidad de reservar para el Estado las zonas petrolíferas.

### El ídolo popular
Newbery ha sido considerado el primer ídolo popular no político que generó Argentina. Hasta entonces solo habían existido ídolos políticos. La multitud se juntaba para ver sus hazañas aéreas y en los medios de comunicación solía definírselo como "un deportista". En su cultivo del deporte, Jorge Newbery anticipaba un estilo de vida aún embrionario, que prestaba atención al desarrollo del cuerpo y sus potencialidades, ejercitando el autodominio y el entrenamiento.
Una característica personal de Newbery era la ausencia del miedo: la gente lo conocía como el Señor Coraje. Las "hazañas" de Newbery tenían un enorme impacto popular. Una muestra de ello: al romper el récord sudamericano con el globo Huracán, en 1909, el Club Atlético Huracán le pidió a Newbery si podía utilizar como insignia del club la imagen del globo. Newbery, en un párrafo de su respuesta, el aeronauta expresó:

Al dar contestación a su expresiva y atenta carta, en la cual me solicitan mi conformidad para que vuestro Club pueda usar el distintivo del globo Huracán, doy mi más completa conformidad esperando que el "team" que lo lleve sobre el pecho, sabrá hacerle el honor correspondiente al esférico que de un solo vuelo cruzó tres repúblicas.

El Club Atlético Huracán adoptó entonces el globo como distintivo en la camiseta y después de lograr dos ascensos consecutivos, pasando de tercera a segunda y de ésta a primera, la comisión directiva envió una carta a Newbery diciéndole:

Huracán ha cumplido. Logró tres categorías, como su globo cruzó tres repúblicas y así satisfacemos su deseo.

### Vida personal
En 1908, a los 33 años, se casó con una dama de la sociedad porteña, Sarah Escalante (de la cual se divorciaría dos años después), hija del político Wenceslao Escalante. Con ella tuvo un hijo, Jorge Wenceslao, que nació en 1909 y falleció de niño, en 1919.

## Jorge Newbery en la cultura popular
Jorge Newbery ha sido una de las personas más mencionadas y a quienes más tangos se han dedicado. Entre ellos no puede dejar de citarse la referencia que Celedonio Flores hace de él en Corrientes y Esmeralda, cuando lo menciona como "el cajetilla" (argot: joven rico y fino) que "calzó de cross" (golpeó) a los "guapos" (hombres de cuchillo y pelea) que allí "paraban" a principios de siglo XX.
Otros tangos dedicados a Newbery son "Jorge Newbery", de Aquiles Barbieri, "Prendete del Aeroplano", de José Escurra, "De Pura Cepa", de Roberto Firpo, "Newbery", de Luciano Ríos, "Un recuerdo a Newbery", de José Arturo Severino, "Tu Sueño", de Eduardo Arolas, "El Pampero", de Luis Sanmartino.
También se realizó una película sobre su vida, Más allá del sol (1975), de Hugo Fregonese, protagonizada por Germán Kraus. 

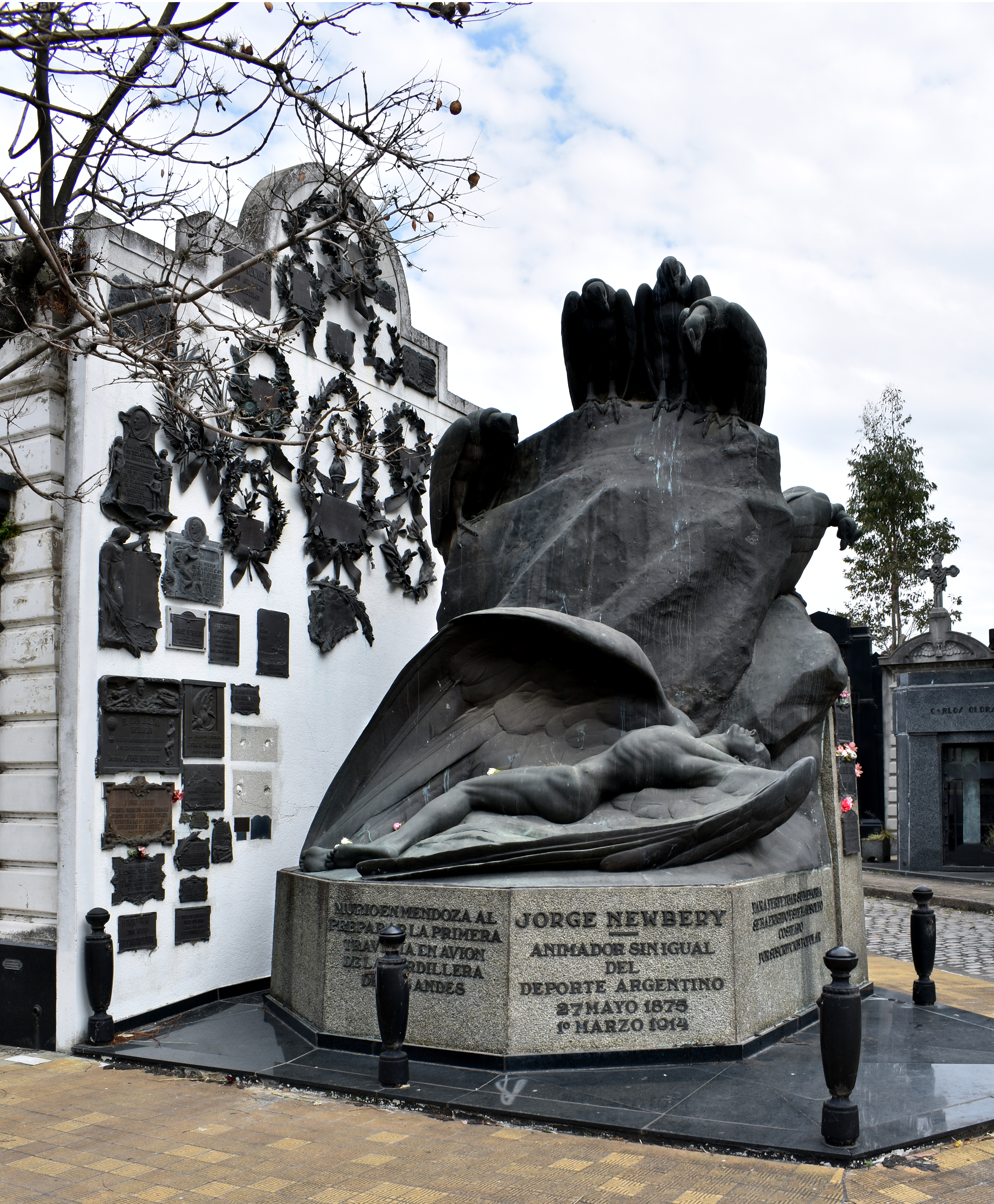
Mausoleo de Jorge Newbery, Cementerio de la Chacarita, Buenos Aires

La muerte trágica de Newbery colaboró en fijar su condición de ídolo en Argentina, como luego sucederá con Carlos Gardel. Su funeral en Cementerio de Recoleta fue un acontecimiento masivo nunca antes visto para una persona no relacionada con la actividad política. Un mausoleo financiado por donaciones públicas fue construido en 1937 en Cementerio de La Chacarita.

## Homenajes
El barrio de Villa Lugano fue donde Newbery comenzó sus primeras hazañas en aviación y por ello en la Autopista Dellepiane muy cerca de la Avenida Gral. Paz se levantó un monumento al histórico piloto.
El aeropuerto Jorge Newbery de la ciudad de Buenos Aires, también conocido como Aeroparque Jorge Newbery, lleva actualmente su nombre en reconocimiento a su trabajo pionero en la promoción de la aviación en Argentina.
El Gobierno de la ciudad de Buenos Aires entrega anualmente los Premios Jorge Newbery a los deportistas más destacados del año.
En 1980 la Fundación Konex le otorga a su figura fallecida el Premio Konex de Honor, por su aporte a la historia del deporte argentino.

### Escuelas
- Escuela Primaria Nº 15 "Jorge Newbery" de Alejandro Korn (Buenos Aires).
- Escuela de Enseñanza Media Nº 413 "Jorge Newbery" en Álvarez (Santa Fe).
- Escuela Primaria "Jorge Newbery" de Córdoba Capital.
- Escuela Primaria N° 14 "Jorge Newbery" de General Pacheco (Buenos Aires).
- Escuela Primaria N° 238 "Jorge Newbery" de General Roca (Río Negro).
- Escuela de Educación Técnica N° 8 "Jorge Newbery" de La Matanza (Ex-ENET N° 1 de Haedo).
- Escuela de Enseñanza Primaria Nº 1-603 "Jorge Newbery" de Las Heras (Mendoza).
- Escuela Primaria "Jorge Alejandro Newbery" de Las Higueras (Córdoba).
- Escuela Primaria Nº 22 "Jorge Newbery" de Mar del Plata.
- Escuela Primaria Nº 22 ""Jorge Newbery" de Paraná (Entre Ríos).
- Escuela Secundaria N° 3 "Jorge Newbery" de San Fernando del Valle de Catamarca.
- Escuela Educación Secundaria Nº 2 "Jorge Newbery" en calle 38 y calle 7 de Santa Teresita (Buenos Aires).
- Escuela Primaria "Jorge Newbery" de Unquillo, (Córdoba).

### Clubes deportivos
- Club Atlético Ingeniero Jorge Newbery, (General La Madrid, Buenos Aires). Fundado el 27 de febrero de 1914.
- Club Atlético Jorge Newbery[28] (Salliqueló, provincia de Buenos Aires), fundado el 1 de mayo de 1914.
- Club Atlético Jorge Newbery[29] (Laprida, provincia de Buenos Aires), fundado el 1 de mayo de 1917.
- Club Atlético Jorge Newbery (Aguilares, provincia de Tucumán), fundado el 8 de abril de 1917.
- Club Atlético Jorge Newbery (Venado Tuerto, provincia de Santa Fe), fundado el 11 de julio de 1917.
- Club Football Jorge Newbery (Junín, provincia de Buenos Aires), fundado el 13 de enero de 1913.
- Club Atlético Jorge Newbery (Rufino, provincia de Santa Fe), fundado el 12 de octubre de 1917.
- Club Jorge Newbery Mutual Social y Deportiva (Ucacha, provincia de Córdoba), fundado el 25 de mayo de 1910.[30]
- Club Jorge Newbery de Versailles,[31] (barrio de Villa Real, Ciudad Autónoma de Buenos Aires), fundado el 12 de octubre de 1942.
- Club Atlético Jorge Newbery (Maipú, provincia de Buenos Aires), fundado el 20 de junio de 1944.
- Club Jorge Newbery  (Villa Mercedes, provincia de San Luis), fundado el 5 de mayo de 1945
- Club Recreativo y Sportivo Jorge Newbery (Buchardo) provincia de Córdoba.
- Jorge Newbery FC, (Parque Patricios) Ciudad Autónoma de Buenos Aires, fundado el 17 de febrero de 2013
- Club Social y Atlético Jorge Newbery (Carmen de Patagones, Buenos Aires)
- Club Atlético Jorge Newbery, (Comodoro Rivadavia, Chubut)
- Club Jorge Newbery (club de baloncesto en Santiago del Estero)
- Club Deportivo Jorge Newbery,[32] (Ciudad de Gálvez (Santa Fe), Provincia de Santa Fe), fundado el 28 de marzo de 1922.

### Calles
- Calle Jorge Newbery (Baradero) (Buenos Aires). Calle en la cual se sitúa el aeroclub de dicha ciudad.
- Jorge Newbery (Junín). La municipalidad denominó así a la calle anteriormente llamada "Junín", el 12 de marzo de 1914, 11 días después del fallecimiento de Newbery.
- Jorge Newbery (Venado Tuerto). Avenida en la cual se sitúa el club venadense Jorge Newbery.
- Jorge Newbery (Viedma). Se ubica como calle de entrada a la ciudad en la entrada principal de esta capital provincial.
- Jorge Newbery (Ucacha). La calle se encuentra en el acceso principal al predio del Club Jorge Newbery de Ucacha y se la nombró con motivo del centenario de la institución el 25 de mayo de 2010.
- Calle Jorge Newbery (Reconquista)
- Calle Jorge Newbery (Mar de Ajo, Prov. de Buenos Aires). Continuación de la calle Chiozza de San Bernardo.
- Calle Jorge Newbery (Córdoba, Prov. de Córdoba). Calle principal del barrio del mismo nombre.
- Calle Jorge Newbery (Ciudad de Mendoza, Prov. de Mendoza). En la sexta sección sentido O-E.
- Calle Jorge Newbery (Las Higueras, Córdoba), une la RN158 con el Aeropuerto de Río Cuarto.
- Calle Jorge Newbery (Villa General Belgrano, Córdoba), en dicha calle al 500 se encuentra el Aeroclub de Villa General Belgrano.
- Calle Jorge Newbery (Hurlingham, Buenos Aires), calle que atraviesa el centro de dicha ciudad.
- Calle Jorge Newbery (Merlo, Buenos Aires), coincide con la ruta nacional 40.
- Calle Aviador Jorge Newbery  (Ciudad Jardín Lomas del Palomar, Partido de Tres de Febrero, Pcia de Bs As) en dicha calle se encuentra un monumento en su honor con una placa conmemorativa.
- Calle Jorge Newbery (Río Cuarto, Prov. de Córdoba). Calle que une El Bv. Gral. Roca con calle Caseros de sur a norte

- Calle Jorge Newbery (Chacras de Coria, Departamento de Lujan de Cuyo , Prov. de Mendoza).

### Avenidas
- Avenida Jorge Newbery (Buenos Aires).
- Avenida Jorge Newbery (Mar del Plata).
- Jorge Newbery (Rosario). Avenida en la cual se sitúa el Aeropuerto Internacional Rosario.
- Avenida Jorge Newbery (Paraná)
- Avenida Jorge Newbery (Ciudad de Gálvez (Santa Fe), Provincia de Santa Fe
- Avenida Jorge Newbery (Bahía Blanca)
- Avenida Jorge Newbery (Chivilcoy, Provincia de Buenos Aires).
- Avenida Jorge Newbery (Ezeiza, Provincia de Buenos Aires)
- Avenida Jorge Newbery (Villa Mercedes, Provincia de San Luis)

### Barrios
- Barrio Jorge Newbery (Mar del Plata)
- Barrio Jorge Newbery (Córdoba Capital)
- Barrio Jorge Newbery (Santiago del Estero Capital)
- Barrio Jorge Newbery (Sauce Viejo, Provincia de Santa Fe)
- Barrio Jorge Newbery (Comodoro Rivadavia, Chubut))
- Barrio Jorge Newbery (Aguilares, Tucumán)
- Barrio Jorge Newbery (Río Gallegos, Santa Cruz)
- Barrio Jorge Newbery (Resistencia, Chaco)
- Barrio Jorge Newbery (Hurlingham, Buenos Aires)
- barrio Jorge Newbery (Charata, Chaco)

### Plazas
- Plaza Jorge Newbery (Córdoba Capital)

### Estaciones de tren
- Estación Jorge Newbery  (Hurlingham, Buenos Aires)

### Aeropuertos
Aeroparque Jorge Newbery (Palermo, CABA)